# Paulo Sevciuc
Paulo Sevciuc é um ex-voleibolista e ex-treinador de voleibol Brasileiro que atuou em clubes nacionais e serviu a Seleção Brasileira Masculina de Voleibol e a treinou quando foi técnico desta conquistando resultados importantes.

## Carreira
Nascido no Brasil, mas filho de ucranianos, onde chegou a morar 10 anos na Ucrânia de 1954-1964. Paulo Russo como é mais conhecido, jogou pela Seleção Brasileira de 1964-1972, jogou pelo Clube Atlético Paulistano quando disputou Jogos Olímpicos de Verão de 1972 em Munique como atleta e em 1980 como treinador com melhor resultado do Brasil até então nos Jogos Olímpicos de Verão de 1980 de Moscou ficando no 5º lugar, foi treinador da seleção de 1974 a 1980, onde conquistou títulos sul-americanos, medalhas em Jogos Pan-Americanos e outros resultados internacionais. Desde 1974 atuava na área de planejamento esportivo, seja como diretor-técnico, supervisor ou gerente. Formada em educação física, administração de empresas, marketing esportivo, tal formação cursada na Itália e EUA, além disso também é jornalista. Em 1999 foi contratado como gerente de futebol do clube pernambucano o Santa Cruz Futebol Clube com objetivo captar novos recursos, patrocinadores e investidores para o clube.Ficou conhecido do público amante do voleibol devido suas participações como comentarista na Rede Bandeirantes em transmissões ao lado do Luciano do Valle, do saudoso Marco Antonio Mattos e outros narradores da modalidade

## Clubes
- Clube Atlético Paulistano (1972)[5]

## Títulos e Resultados
Seleção Brasileira Masculina de Voleibol
Jogos Olímpicos de Verão
- 1972-8º Lugar (Munique,  Alemanha)[2]
- 1980-5º Lugar (Moscou, )[2]

Campeonato Mundial de Voleibol Masculino
- 1978- 6º Lugar (Roma,  Itália)[2]

Copa do Mundo de Voleibol Masculino
- 1977- 8º Lugar ( Japão)[2]